# Mściszewice
Mściszewice is een plaats in het Poolse district  Kartuski, woiwodschap Pommeren. De plaats maakt deel uit van de gemeente Sulęczyno en telt 1010 inwoners.